# Peter Fredrik Wahlberg
Peter (Pehr) Fredrik Wahlberg, född 19 juni 1800 i Göteborg, död 22 maj 1877 i Stockholm, var en svensk naturhistorisk lärare, forskare och tecknare.

## Biografi
Han var son till grosshandlaren Nils Fredrik Wahlberg och Anna Margaretha Ekman och från 1831 gift med Carolina Gustafva Westerberg (1808-1891) samt bror till Johan August Wahlberg. Han blev student vid Uppsala universitet 1818, filosofie magister 1824, docent i praktisk ekonomi 1825, medicine doktor 1827, samma år adjunkt i materia medica och naturalhistoria vid Karolinska institutet, 1828 t.f. professor i samma ämnen och var ordinarie professor 1836–1865. Han var tillika lärare vid Farmaceutiska institutet 1837 och var 1845–1862 lärare där i farmaci och farmaceutisk naturalhistoria.
Ända från sin skoltid företog Wahlberg resor i skilda delar av Sverige (Lappland 1843, 1845 och 1847). Han åtföljde Wilhelm Hisinger till Norge 1822 för botaniska iakttagelser och Snehættas höjduppmätning och besökte 1828–1830 som bysantinsk stipendiat de flesta av mellersta och södra Europas länder. Han deltog (jämte Magnus Martin af Pontin och Anders Retzius) i stiftandet av Svenska trädgårdsföreningen 1832 och var dess sekreterare 1832–1839 samt av Sällskapet för nyttiga kunskapers spridande 1833.
Wahlbergs författarskap ligger främst inom botaniken och dess tillämpningsgrenar liksom entomologin (Tvåvingarna), och en stor mängd uppsatser, dels vetenskapliga, dels allmännyttiga, skrev han i Vetenskaps- och Lantbruksakademiernas handlingar samt i svenska och utländska facktidskrifter. Han författade dessutom Flora gothoburgensis (akademisk avhandling, 1820–1824), Anvisning till de svenska pharmaceutiska växternas igenkännande (akademisk avhandling, 1826–1827), Svenska trädgårdsföreningens årsberättelser (1834–1839) och Anvisning till svenska foderväxternas kännedom (1835; dansk översättning 1837–1847; flera upplagor).
Han var skicklig tecknare och utförde flera illustrationer till Johan Wilhelm Palmstruchs "Svensk botanik" samt utgav detta verks sex sluthäften samt utarbetade hela registret 1836–1843. Han tecknade dessutom förlagorna till de kolorerade växtplanscher som Johan Gustaf Ruckman graverade för detta verk. Han var mycket konstintresserad och samlade på sig en stor samling med koppargravyrer som han senare skänkte till Naturhistoriska riksmuseet i Stockholm. Wahlberg blev ledamot av Vetenskapsakademien 1830 och var dess sekreterare 1848–1866, blev ledamot av Lantbruksakademien 1831 (hedersledamot 1864) och var medlem av flera andra in- och utländska lärda samfund. Under de tre riksdagar, som hölls 1844–1851, var han Vetenskapsakademiens riksdagsombud i prästeståndet.